# Scooby-Doo és a 13 szellem
A Scooby-Doo és a 13 szellem (eredeti címén The 13 Ghosts of Scooby-Doo) a hetedik spin-offja a Hanna-Barbera szombat reggeli rajzfilmjének, a Scooby-Doo, merre vagy? sorozatnak. 1985-ben készült a sorozat mind a 13 epizódja. Első adása az év szeptemberében, utolsó adása premierjének az év decemberében érkezett el az amerikai ABC csatornán. A rajzfilmet később újra műsorra tűzte a Cartoon Network, majd ennek testvércsatornája, a Boomerang. Magyarországon 2002-ben a TV2 vetítette és rendelte meg a magyar változatát. A magyar változat 2010 óta DVD-n is megvásárolható.

## Történet
Igaz, hogy Scrappy, Bozont, Diána és Scooby a meleg Honoluluba készülődnek, de Tibetben landolnak. Egy templom belsejében Pacni és Csonti éppen arra készülnek, hogy becsalják a halandókat a démonok templomába, hogy azok felnyissák a démonok ládáját, melybe egykoron a világ 13 legrettenetesebb démoni lelkét és szellemét zárták be, hogy ne háborgassák a Földet. A szellemek viszont csak úgy lehetnek szabadok, ha halandók felnyitják a ládát. A két együgyű szellem, akik a légynek sem tudnak ártani, Csonti és Pacni azt akarják, hogy Bozont és Scooby felnyissák a ládát. Miután a bandához csatlakozik a dühös tömeg elől menekülő gyerekbűvész, Flim Flam, tervük célba ér: ezek után az ő feladatuk összeszedni a világon szétszóródó 13 rémet, mielőtt nagyobb károkat okoznak. A kalandban segítségükre lesz Vincent Van Gond, akit  Vincent Price horrorszínészről mintáztak.

## Magyar változat
Magyar hangok:[forrás?]
- Minárovits Péter – Scrappy
- Vass Gábor – Scooby-Doo
- Fekete Zoltán – Bozont
- Hámori Eszter – Diána
- Kerekes József – Pacni
- Seder Gábor – Csonti
- Lippai László – Flim Flam
- Jakab Csaba – Vincent Van Gond

További magyar hangok: Andresz Kati, Bata János, Bókai Mária, Csík Csaba Krisztián, Csonka Anikó, Csuha Lajos, Detre Annamária, Faragó András, Farkasinszky Edit, Fazekas István, Kassai Károly, Kocsis Mariann, Kőszegi Ákos, Németh Gábor, Németh Kriszta, Orosz István, Pálfai Péter, Pálos Zsuzsa, Papp János, Rácz Kati, Szokol Péter, Szokolay Ottó, Szűcs Sándor, Uri István, Varga T. József, Vándor Éva, Zágoni Zsolt[forrás?]

## Epizódok

### Évados áttekintés
| Évad | Évad | Epizódok | Eredeti sugárzás    | Eredeti sugárzás  | Magyar sugárzás   | Magyar sugárzás   |
| Évad | Évad | Epizódok | Évadpremier         | Évadfinálé        | Évadpremier       | Évadfinálé        |
| ---- | ---- | -------- | ------------------- | ----------------- | ----------------- | ----------------- |
|      | 1    | 13       | 1985. szeptember 7. | 1985. december 7. | 2002. február 10. | 2002. március 23. |

### 1. évad
| #   | Eredeti cím                         | Magyar cím                                 | Eredeti premier      | Magyar premier    |
| --- | ----------------------------------- | ------------------------------------------ | -------------------- | ----------------- |
| 1.  | To All the Ghouls I've Loved Before | Az összes vámpírnak, akit valaha szerettem | 1985. szeptember 7.  | 2002. február 10. |
| 2.  | Scoobra Kadoobra                    | Scoobrakadabra                             | 1985. szeptember 14. | 2002. február 16. |
| 3.  | Me and My Shadow Demon              | Én és az árnyékdémonom                     | 1985. szeptember 21. | 2002. február 17. |
| 4.  | Reflections in a Ghoulish Eye       | A tükör démona                             | 1985. szeptember 28. | 2002. február 23. |
| 5.  | That's Monstertainment              | Ez szörnyen szórakoztató                   | 1985. október 5.     | 2002. február 24. |
| 6.  | Ship of Ghouls                      | A kísértethajó                             | 1985. október 12.    | 2002. március 2.  |
| 7.  | A Spooky Little Ghoul Like You      | Szerelemdelej                              | 1985. október 19.    | 2002. március 3.  |
| 8.  | When You Witch Upon a Star          | Boszorkánybűbáj-törők                      | 1985. október 26.    | 2002. március 9.  |
| 9.  | It's a Wonderful Scoob              | Scooby időzavarban                         | 1985. november 2.    | 2002. március 10. |
| 10. | Scooby in Kwackyland                | Scooby a képregényben                      | 1985. november 9.    | 2002. március 15. |
| 11. | Coast-to-Ghost                      | Sikertelen felvételi                       | 1985. november 16.   | 2002. március 16. |
| 12. | The Ghouliest Show on Earth         | Fantazmo, a mágus                          | 1985. november 23.   | 2002. március 17. |
| 13. | Horror-Scope Scoob                  | Horrorszkóp-Scoob                          | 1985. december 7.    | 2002. március 23. |